# Theridion oatesi
Theridion oatesi är en spindelart som beskrevs av Tamerlan Thorell 1895. Theridion oatesi ingår i släktet Theridion och familjen klotspindlar.
Artens utbredningsområde är Myanmar. Inga underarter finns listade i Catalogue of Life.